# Space Lady
Space Lady, wł. Susan Dietrich Schneider (ur. 1948 w Pueblo) – amerykańska piosenkarka.

## Życiorys
Urodziła się w 1948 r. w Pueblo, w stanie Kolorado jako Susan Dietrich i była córką pianistki i skrzypka. Dorastała w Las Animas. Początkowo nie planowała kariery muzycznej. W 1966 r. podjęła studia na University of Colorado, ale szybko z nich zrezygnowała. Wyjechała do San Francisco, gdzie poznała przyszłego męża i została hippiską. By unikać państwa, oboje zniszczyli dokumenty tożsamości i zamieszkali w jaskini na stokach wulkanu Mt. Shasta. W latach 70. XX wieku, wraz z mężem Joelem Dunsanym, utrzymywała się ze sprzedaży na ulicach rysunków i biżuterii. Po urodzeniu dziecka sytuacja finansowa małżeństwa uległa znacznemu pogorszeniu, w związku z czym w 1980 r. Dietrich zaczęła na ulicach grać na akordeonie, a trzy lata później zmieniła instrument na używany syntezator. Charakterystycznym wyróżnikiem jej scenicznego kostiumu były występy w hełmie ze skrzydłami (tzw. hełm wikingów). Łącznie para miała troje dzieci. Często zmieniała miejsce zamieszkania, podróżując między San Francisco i Bostonem.
W swojej działalności występowała jako Space Lady, wykonując covery popowych piosenek i utwory komponowane przez męża, poruszając się w stylistyce tzw. muzyki kosmicznej oraz synth popu. Uliczne występy przyniosły jej popularność w San Francisco, gdzie występowała, i okolicznych miejscowościach, a ona sama po kilkunastu latach zyskała status postaci kultowej. Po śmierci męża w 2000 r. zakończyła karierę muzyka ulicznego i wróciła do Kolorado, ukończyła szkołę pielęgniarską i zajmowała się rodzicami.
Za sprawą, poznanego w 2009 r., drugiego męża, muzyka Erica Schneidera, w 2012 r. wysłała do fanów z listy mailingowej wiadomość, w której ogłosiła swój powrót do gry. W efekcie kilka dni później otrzymała propozycje od różnych wydawnictw, gotowych wydać jej płytę. W 2013 r. zadebiutowała na rynku jej pierwsza płyta, a ona sama wyruszyła w trasę koncertową. Wciąż koncertuje też na ulicach.